# Astiphromma japonense
Astiphromma japonense là một loài tò vò trong họ Ichneumonidae.